# カン・タガミ
カン・タガミ（Kan Tagami、漢字：田上 寛、1918年2月21日 - 2005年11月24日）は、アメリカ合衆国の軍人。連合国軍占領下の日本において、ダグラス・マッカーサーの個人通訳を務め、昭和天皇と一人で謁見した唯一の日系2世として知られる。
また、樫葉章付きの青銅星章をはじめとして、アメリカ従軍記章、アジア・太平洋従軍章、進駐軍記章、第二次世界大戦戦勝記念章、戦闘歩兵バッジ、朝鮮従軍記章、国土防衛従軍章、国連朝鮮戦争従軍章、予備軍年功記章、キャリア・インテリジェンス・メダルなど、全部で11の勲章を授与された。

## 生涯
1902年に渡米し、自転車店との兼業農家を営む父・千五郎と、1915年に渡米した農場労働者の母・ちせの次男として、カリフォルニア州セルマで生まれる。両親は、共に広島県の出身である。
両親の方針により、8歳の時に父の故郷である、現在の広島県海田町に送られ、13歳まで祖父母の下で尋常小学校に通いながら、日本語と日本の文化を学んだ。
帰国後は、ハイスクールを経てメリーランド大学へ進学したものの、当時の排日的風潮から、希望する形での就職は叶わず、卒業後は青果店で働く事を余儀なくされた。
1941年2月17日に陸軍へ入隊し、当初はカリフォルニア州モントレー湾近郊のフォート・オードで、第153歩兵連隊の一員として訓練を受けていた。しかし、同年12月7日の太平洋戦争開戦に伴い、翌1942年2月19日に『大統領令9066号』が発令され、日系人の強制収容が実施された事により、自身以外の家族は、アリゾナ州のポストン戦争強制収容センターへ送致された。その理不尽に憤りながらも、母国への忠誠心を示したいと考えたタガミは、軍が日本語の流暢な人材を求めている事を知り、1942年6月にミネソタ州キャンプ・サベージに移転したばかりの陸軍情報部語学学校（MISLS）へ転属した。
サベージ移転後のMISLS第1期生となったタガミは、同校を首席で卒業した。これにより、タガミは前線には赴かず、講師として後身の指導にあたるよう、上層部より請われた同期生10人の内の1人となった。しかし、太平洋戦争の激化に伴い、タガミは前線への派遣を、自ら希望するようになった。
その後は、1944年7月から1945年4月にかけて、ビルマ戦線において、壊滅状態にあった『メリル略奪隊』に成り代わるものとして、第124騎兵連隊の隷下で編成された『マーズ任務部隊』において、タガミは15人から成る語学要員分遣隊の隊長に任ぜられた。同任務部隊は、日本陸軍の前線の背後における任務を与えられ、国民革命軍に武器と食料を供給する為の援蒋ルートにおける掃討作戦にあたった。そうした中で、タガミ達は捕虜の尋問のほか、鹵獲した文書の翻訳に従事した。
終戦後は、首都ワシントンD.C.のペンタゴンに派遣され、日本語文書の翻訳に従事した。やがて、連合国軍占領下の日本において、復興の支援にあたる事を希望するようになり、1946年12月に、ダグラス・マッカーサーGHQ最高司令官の副官兼個人通訳に就任。通訳だけにとどまらず、日本人の生活習慣や文化、法律に関して、マッカーサーに助言し続けたタガミは、戦後の日本が民主主義社会へ移行するうえで、非常に大きな役割を果たしたと言える。
GHQ時代のエピソードとしては、アメリカの報道機関が、昭和天皇に対して、その私生活を撮影させる事を要求した際、タガミは彼等へ圧力を掛けるよう、マッカーサーに進言した。これを受けてマッカーサーは、「陛下にも私生活がある。プライバシーは守られるので、見せたくなかったら、“NO”と仰っていただいて構いません」というメッセージをタガミに託し、皇居へ差し向けた。その際、天皇はタガミに感謝の意を表したうえで、「ご両親は日本人ですか?」と問いかけ、「私は、日系の人々に感謝しております。どうか日米の架け橋になって、今後も宜しく頼みます」と述べたという。
1951年4月に、マッカーサーがGHQ最高司令官を解任されて以降は、対敵諜報部隊に務める事となった。1961年に軍を退役してからも、民間人の立場で政府を支えるべく、1978年にリタイアするまで、アジア全域を股にかける活動を続けた。1996年には、アメリカ軍情報部殿堂入りを果たした。
2005年11月24日に、隠居先のハワイ州オアフ島ミリラニで逝去。享年87歳。